# Свети Никола (Ново село, Видинско)
Вижте пояснителната страница за други значения на Свети Никола.
„Свети Никола“ е православна църква във видинското Ново село. Храмът е сред най-старите във Видинско и е обявен за паметник на културата с местно значение.

## История
Според местни предания църквата е съществувала още от Второто българско царство. Разположена е в централната част на селото. Преди изграждането ѝ през 1812 г. на това място е поставен покрит кръст за черкуване. Градежът на сегашната сграда започнал през 1825 г., когато с дарени от Станка Бранковянова средства е изграден олтарът. Дарителката извършва това дело в памет на своя баща Константин Бранковяну – деспот, княз на Западно Влашко. Църквата е изградена спрямо тогавашните изисквания за височина и затова е дълбоко вкопана в земята. След 1856 г. на българите било позволено доизграждане на храмовете и преди Освобождението са изградени две помещения за богомолците, през 1893 г. е изработен иконостасът от майстор Антон Станишев, а през 1909 година е издигната камбанария, изграден е западният вход и църквата придобива сегашния си вид със застроена площ от 202 m2. Камбаните са изработени в град Пеща, Унгария през 1872 – 1873 г. и на тях има надписи „Свети Никола“ и „Възкресение Христово“. Част от стенописите са от 1908 година и са дело на Данаил Несторов, чийто помощник в църквата е Овентий Исачев. През 1932 г. в двора на църквата е изградена часовниковата кула, символ на Ново село. През 2014 г. по проект на Видинската света митрополия църквата е основно ремонтирана, извършен е ремонт на фасадите, покрива, електрическата инсталация, подовото покритие, изградена е ограда. Стенописите обаче не са реставрирани и има опасност те да бъдат загубени безвъзвратно. Всяка година на Богоявление /Йордановден/ се отслужва литургия и се прави шествие до р. Дунав за ритуалното хвърляне на кръста във водата.